# Rastzeit
Als Rastzeit bezeichnet man in der Tierzucht den Zeitraum von der Geburt bis zur nächsten Besamung. 
Die Rastzeit ist eine wichtige ökonomische Kenngröße, vor allem in der Rinderproduktion. Hier wird eine Rastzeit zwischen 50 und 70 Tagen angestrebt, um eine Zwischentragezeit von 85 Tagen und eine Zwischenkalbezeit von 360 Tagen zu erzielen. Dies setzt eine ungestörte Nachgeburtsphase (Puerperium) voraus. Im Herdenmanagement werden zur Berechnung der Rastzeit nur Tiere erfasst, die wieder brünstig und zur weiteren Zucht verwendet werden. Ziel in der Rinderproduktion ist es, 95 % der kalbenden Kühe zur weiteren Zucht zu verwenden.